# Courtney McCool
Courtney Lynn McCool (Kansas City, 1 de abril de 1988) é uma ex ginasta norte-americana que competiu em provas de ginástica artística.
Courtney fez parte da equipe norte-americana que disputou os Jogos Olímpicos de Atenas, em 2004, na Grécia.

## Carreira
Nascida em Kansas City, Courtney é filha de Mike e Linda, tendo um irmão mais velho chamado Michael, e uma irmã mais nova, Jordan. Iniciou no desporto aos oito anos, quando sua mãe a levou no Great American Gymnastics Express. Em 2002, disputou seu primeiro evento internacional na categoria sênior. No ano posterior, competiu nos Jogos Pan-americanos de Santo Domingo. Neles, foi campeã na prova coletiva, e medalhista de prata no salto, em prova vencida pela cubana Leyanet González.
Em 2004, disputou a Copa América, no qual saiu medalhista de prata no individual geral,- superada pela companheira de seleção Carly Patterson. No Pré-Olímpico, foi ouro na trave, e prata no concurso geral. Em agosto, nos Jogos Olímpicos de Atenas, Courtney ao lado de Carly Patterson, Courtney Kupets, Terin Humphrey, Mohini Bhardwaj e Annia Hatch, conquistou a medalha de prata por equipes, superada pela equipe romena. Competidora nos quatro aparelhos, classificou-se em 13º para a final geral. Contudo, suas companheiras de equipe Carly Patterson e Courtney Kupets, estavam melhor classificadas, e como a regra só permite duas ginastas por nação, não pode competir. Dois anos depois, matriculou-se na Universidade da Geórgia, aposentando-se das competições da elite do país. Disputando o NCAA Championships, de 2007, encerrou com a medalha de ouro na disputa por equipes. Em 2008, em mais uma edição do evento, McCool venceu novamente a competição por equipes, além de medalhista de ouro nos exercícios de solo. No ano seguinte, fez parte da equipe que venceu pela quinta vez consecutiva, a prova coletiva.

## Principais resultados
| Ano  | Evento                  | AA                | Equipe            | Salto sobre o cavalo | Trave           | Barras assimétricas | Solo             |
| ---- | ----------------------- | ----------------- | ----------------- | -------------------- | --------------- | ------------------- | ---------------- |
| 2002 | Estados Unidos vs Japão | Medalha de bronze | Medalha de ouro   |                      |                 |                     |                  |
| 2003 | Jogos Pan-americanos    |                   | Medalha de ouro   | Medalha de prata     |                 |                     |                  |
| 2004 | Copa América            | Medalha de prata  |                   | Medalha de prata     |                 |                     | Medalha de prata |
| 2004 | Pré-Olímpico            | Medalha de prata  |                   | 5º                   | Medalha de ouro | 7º                  | 4º               |
| 2004 | Campeonato Visa         | 4º                | Medalha de bronze |                      |                 |                     | Medalha de prata |
| 2004 | Jogos Olímpicos         |                   | Medalha de prata  |                      |                 |                     |                  |
| 2007 | NCAA Championships      |                   | Medalha de ouro   |                      |                 |                     |                  |
| 2008 | NCAA Championships      |                   | Medalha de ouro   |                      |                 |                     |                  |
| 2009 | NCAA Championships      |                   | Medalha de ouro   |                      |                 |                     | Medalha de ouro  |